# Polyrhachis weissi
Polyrhachis weissi är en myrart som beskrevs av Santschi 1910. Polyrhachis weissi ingår i släktet Polyrhachis och familjen myror. Inga underarter finns listade i Catalogue of Life.